# Natalie Urwyler

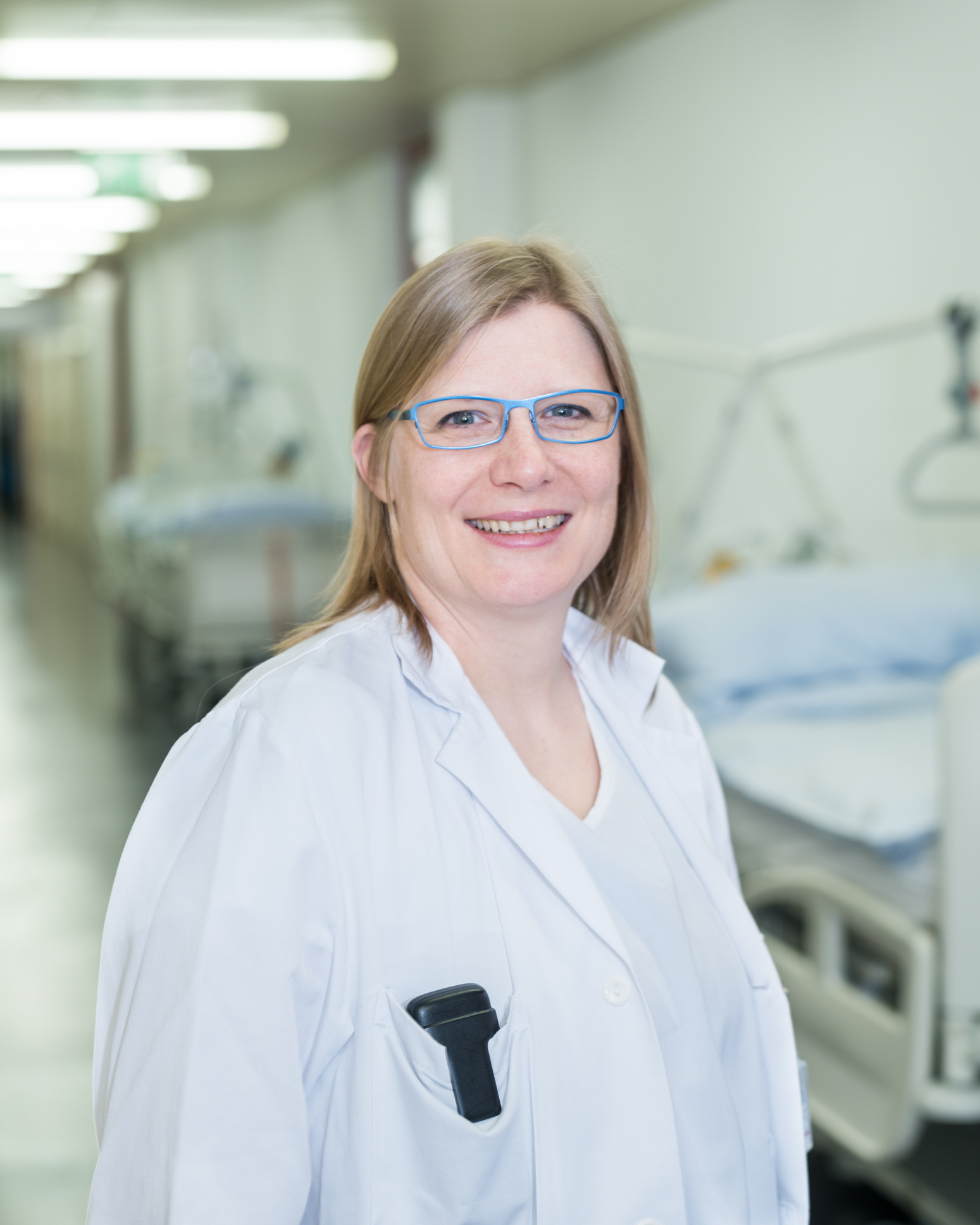
Natalie Urwyler

Natalie Urwyler (* 1973 in Ins) ist eine Schweizer Anästhesieärztin und Gewinnerin des Prix Courage 2018 für eine gerechte Schweiz. Urwyler hat in der Schweizer Öffentlichkeit Bekanntheit erlangt durch ihren Einsatz gegen Diskriminierung und für einen besseren Schutz von schwangeren Frauen und stillenden Müttern am Arbeitsplatz.

## Leben
Natalie Urwyler studierte Medizin an der Universität Bern, wo sie auch promovierte und habilitierte.
Erste Berufserfahrungen sammelte Urwyler als Assistenzärztin im Regionalspital in Visp und am Inselspital Bern. Von 2008 bis 2010 arbeitete Urwyler als Oberärztin in der Klinik für Anästhesiologie und Schmerztherapie am Inselspital Bern. Mit einem Stipendium des Schweizerischen Nationalfonds (SNF), hat Urwyler 2011 ein Postdoctoral Research Fellowship an der Stanford-Universität in Kalifornien absolviert. Danach arbeitet sie von 2012 bis 2014 wieder als Oberärztin am Inselspital Bern. Heute arbeitet Urwyler am Walliser Kantonsspital.
2020 gründete Urwyler zusammen mit Monika Pfaffinger, Maya Dougoud und Zita Küng die gemeinnützige Organisation «StrukturELLE». Der Stiftungszweck ist die Förderung von Gleichstellung durch die Verbesserung der Funktion von Strukturen, die Umsetzung von klaren, transparenten und objektiven Prozessen durch hohe Anforderungen an Integrität, Compliance, Good Governance und Fairness.

## Einsatz gegen Diskriminierung
Als Urwyler während ihren Anstellung beim Inselspital Bern ein Kind bekam, erhielt sie während des unbezahlten Urlaubs im Juni 2014 vom Inselspital die Kündigung. Zuvor hatte Urwyler sich mehrfach für den gesetzlich vorgeschriebenen Mutterschutz und Gleichstellung am Inselspital eingesetzt.
Sie zog vor Gericht und machte gestützt auf das Gleichstellungsgesetz eine Rachekündigung geltend. Am 7. November 2017 gab ihr das Regionalgericht Bern-Mittelland Recht, und  am 2. Juli 2018, bestätigte auch das Obergericht diesen Sachverhalt. Das Inselspital musste die Kündigung rückgängig machen und ihr 465 000 Franken Lohn nachzahlen.
2020 reichte Urwyler eine Schadenersatzklage gegen das Berner Inselspital ein auf fünf Millionen Franken. Dies sei die Differenz zwischen dem Einkommen, das sie hätte erzielen können, wenn sie ihre Karriere hätte weiterführen können und dem Geld, das sie nun unter beeinträchtigten Karrieremöglichkeiten effektiv einnehmen werde. Durch die Kündigung wurden ihre Aussichten auf eine Professur oder auf eine Chefärztinnenposition vernichtet. Urwyler ist die erste Frau, die wegen Geschlechterdiskriminierung Schadenersatz fordert. Am 31. August 2021 kam es zu einer Vergleichsverhandlung zwischen Urwyler und dem Inselspital. Zu einer Einigung kam es nicht. Da die Vergleichsverhandlungen gescheitert sind, wird das Verfahren nun vom Regionalgericht Bern-Mittelland weiterverhandelt. Das Regionalgericht Bern-Mittelland gibt ihr teilweise recht. Das Urteil stellt fest, dass der öffentliche Arbeitgeber, das Insel Spital, die berufliche Entwicklung seiner Mitarbeiterin aktiv behindert hat. Das Urteil ist noch nicht rechtskräftig.
Der Fall wurde von der deutsch-schweizerischen Storytelling-Agentur Elephant Stories als Podcast "Die Akte Urwyler" aufgenommen.

## Auszeichnungen
- 2018 Prix Courage[2].
- 2023 Doron Preis der «Schweizerischen Stiftung für den Doron Preis» „für ihren unermüdlichen Einsatz im Kampf gegen die Diskriminierung von Frauen am Arbeitsplatz“.[17]